# Serie A 2023-2024 (calcio femminile)
L'edizione 2023-2024 è stata la cinquantasettesima edizione del campionato italiano di Serie A di calcio femminile. Il campionato è iniziato il 16 settembre 2023 e si è concluso il 19 maggio 2024.
La Roma, che aveva iniziato la stagione da squadra campione in carica, ha vinto lo scudetto per il secondo anno consecutivo.

## Stagione

### Novità
Dalla Serie A 2022-2023 è stato retrocesso in Serie B il Parma, classificatosi al decimo e ultimo posto, mentre dalla Serie B 2022-2023 è stato promosso il Napoli, primo classificato. Lo spareggio promozione-retrocessione aveva visto prevalere il Pomigliano, che ha così mantenuto la posizione in Serie A, a discapito della Lazio, che è rimasta in Serie B.
In avvio di stagione è stato ufficializzato eBay come nuovo title partner, pertanto la denominazione per questa stagione è diventata "Serie A Femminile eBay". Inoltre, sarà la prima stagione organizzata dalla neo-costituita  Divisione Serie A Femminile Professionistica.

### Formato
Il formato della competizione, che prevede due fasi, è rimasto invariato rispetto alla stagione precedente. Nella prima fase le 10 squadre partecipanti si affrontano in un girone all'italiana con partite di andata e ritorno per un totale di 18 giornate. Nella seconda fase le prime cinque classificate accedono alla poule scudetto, mentre le ultime cinque classificate accedono alla poule salvezza. Ciascuna squadra parte nella seconda fase coi punti conquistati nel corso della prima fase. In entrambe le poule le 5 squadre partecipanti si affrontano in un girone all'italiana con partite di andata e ritorno per un totale di altre 10 giornate, con due turni di riposo per ciascuna squadra. Al termine della seconda fase, nella poule scudetto la prima classificata è campione d'Italia ed accede all'UEFA Women's Champions League 2024-2025 assieme a seconda e terza classificata. Invece, nella poule salvezza l'ultima classificata retrocede direttamente in Serie B, mentre la penultima affronta la seconda classificata in Serie B per un posto in Serie A.

## Squadre partecipanti
| Club       | Stagione | Città                  | Stadio                                                 | Stagione precedente           |
| ---------- | -------- | ---------------------- | ------------------------------------------------------ | ----------------------------- |
| Como       | dettagli | Como                   | Stadio Ferruccio (Seregno)                             | 7º posto in Serie A           |
| Fiorentina | dettagli | Firenze                | Stadio Curva Fiesole - Viola Park (Bagno a Ripoli)     | 4º posto in Serie A           |
| Inter      | dettagli | Milano                 | Arena Civica Stadio Ernesto Breda (Sesto San Giovanni) | 5º posto in Serie A           |
| Juventus   | dettagli | Torino                 | Stadio Alessandro La Marmora-Pozzo (Biella)            | 2º posto in Serie A           |
| Milan      | dettagli | Milano                 | Centro sportivo Vismara                                | 3º posto in Serie A           |
| Napoli     | dettagli | Napoli                 | Stadio comunale Giuseppe Piccolo (Cercola)             | 1º posto in Serie B, promosso |
| Pomigliano | dettagli | Pomigliano d'Arco (NA) | Stadio Amerigo Liguori (Torre del Greco)               | 9º posto in Serie A           |
| Roma       | dettagli | Roma                   | Stadio Tre Fontane                                     | 1º posto in Serie A           |
| Sampdoria  | dettagli | Genova                 | Stadio La Sciorba Stadio Silvio Piola (Vercelli)       | 8º posto in Serie A           |
| Sassuolo   | dettagli | Sassuolo (MO)          | Stadio Enzo Ricci                                      | 6º posto in Serie A           |

## Allenatori e primatiste
| Squadra    | Allenatore                                                                                 | Giocatrice più presente (tra parentesi il numero delle presenze) | Capocannoniere (tra parentesi il numero dei gol segnati)                   |
| ---------- | ------------------------------------------------------------------------------------------ | ---------------------------------------------------------------- | -------------------------------------------------------------------------- |
| Como       | Marco Bruzzano (1ª-20ª) Stefano Maccoppi (21ª-28ª)                                         | Alma Hilaj, Julia Karlernäs, Margherita Monnecchi (25)           | Melania Martinovic, Julia Karlernäs (6)                                    |
| Fiorentina | Sebastiàn De La Fuente                                                                     | Emma Færge (26)                                                  | Verónica Boquete (9)                                                       |
| Inter      | Rita Guarino                                                                               | 5 calciatrici (22)                                               | Lina Magull (9)                                                            |
| Juventus   | Joe Montemurro (1ª-18ª) Giuseppe Zappella (19ª-28ª)                                        | Arianna Caruso (25)                                              | Cristiana Girelli (11)                                                     |
| Milan      | Maurizio Ganz (1ª-8ª) Davide Corti (9ª-28ª)                                                | Chanté Dompig (26)                                               | Kosovare Asllani, Chanté Dompig, Andrea Stašková (6)                       |
| Napoli     | Biagio Seno                                                                                | Gina Chmielinski, Valentina Gallazzi (25)                        | Elisa del Estal (6)                                                        |
| Pomigliano | Antonio Contreras Oliveira (1ª-6ª) Alessandro Caruso (7ª-16ª) Roberto Carannante (17ª-28ª) | Virginia Di Giammarino, Violah Nambi, Iris Rabot (26)            | Nicole Arcangeli, Zhanna Ferrario, Dalila Ippólito, Ana Lucía Martínez (3) |
| Roma       | Alessandro Spugna                                                                          | Valentina Giacinti (26)                                          | Evelyne Viens (13)                                                         |
| Sampdoria  | Salvatore Mango (1ª-21ª) Gian Loris Rossi (22ª-28ª)                                        | Elisabetta Oliviero (26)                                         | Victoria Della Peruta (8)                                                  |
| Sassuolo   | Gianpiero Piovani                                                                          | Caroline Pleidrup (26)                                           | Lana Clelland (9)                                                          |

## Prima fase

### Classifica finale
Fonte: sito ufficiale FIGC.
|  | Pos. | Squadra    | Pt | G  | V  | N | P  | GF | GS | DR  |
|  | ---- | ---------- | -- | -- | -- | - | -- | -- | -- | --- |
|  | 1.   | Roma       | 51 | 18 | 17 | 0 | 1  | 51 | 11 | +40 |
|  | 2.   | Juventus   | 43 | 18 | 14 | 1 | 3  | 47 | 16 | +31 |
|  | 3.   | Fiorentina | 39 | 18 | 12 | 3 | 3  | 36 | 19 | +17 |
|  | 4.   | Sassuolo   | 26 | 18 | 8  | 2 | 8  | 20 | 20 | 0   |
|  | 5.   | Inter      | 26 | 18 | 8  | 2 | 8  | 28 | 29 | -1  |
|  | 6.   | Milan      | 21 | 18 | 5  | 6 | 7  | 22 | 22 | 0   |
|  | 7.   | Como       | 21 | 18 | 6  | 3 | 9  | 20 | 33 | -13 |
|  | 8.   | Sampdoria  | 18 | 18 | 5  | 3 | 10 | 12 | 29 | -17 |
|  | 9.   | Napoli     | 6  | 18 | 1  | 3 | 14 | 11 | 36 | -25 |
|  | 10.  | Pomigliano | 6  | 18 | 1  | 3 | 14 | 14 | 46 | -32 |

Legenda:
      Ammessa alla poule scudetto.
      Ammessa alla poule salvezza.
Regolamento:
Tre punti a vittoria, uno a pareggio, zero a sconfitta.
In caso di arrivo di due o più squadre a pari punti, la graduatoria verrà stilata secondo la classifica avulsa tra le squadre interessate che prevede, in ordine, i seguenti criteri:
- Punti negli scontri diretti
- Differenza reti negli scontri diretti
- Differenza reti generale
- Reti realizzate in generale
- Sorteggio

### Risultati

#### Tabellone
|            | Com  | Fio  | Int  | Juv  | Mil  | Nap  | Pom  | Rom  | Sam  | Sas  |
| ---------- | ---- | ---- | ---- | ---- | ---- | ---- | ---- | ---- | ---- | ---- |
| Como       | –––– | 0-1  | 2-1  | 0-3  | 0-0  | 2-1  | 0-0  | 2-3  | 0-1  | 0-1  |
| Fiorentina | 3-0  | –––– | 4-2  | 1-2  | 1-0  | 2-0  | 3-1  | 0-1  | 2-1  | 2-1  |
| Inter      | 2-3  | 1-1  | –––– | 0-2  | 1-0  | 2-0  | 2-1  | 2-0  | 1-1  | 0-1  |
| Juventus   | 5-0  | 2-2  | 5-0  | –––– | 2-1  | 4-1  | 4-0  | 1-3  | 4-1  | 4-0  |
| Milan      | 3-2  | 2-2  | 2-1  | 0-1  | –––– | 1-1  | 4-1  | 2-4  | 1-1  | 1-1  |
| Napoli     | 0-0  | 2-4  | 2-3  | 1-3  | 0-1  | –––– | 2-0  | 0-1  | 0-2  | 0-1  |
| Pomigliano | 3-4  | 1-4  | 2-6  | 2-3  | 0-0  | 2-1  | –––– | 0-5  | 0-1  | 0-2  |
| Roma       | 4-1  | 2-1  | 2-0  | 3-1  | 2-1  | 6-0  | 3-0  | –––– | 2-0  | 3-0  |
| Sampdoria  | 1-2  | 0-1  | 0-2  | 1-0  | 1-3  | 0-0  | 1-0  | 0-5  | –––– | 0-4  |
| Sassuolo   | 1-2  | 1-2  | 1-2  | 0-1  | 1-0  | 2-0  | 1-1  | 0-2  | 2-0  | –––– |

#### Calendario
Il calendario della prima fase è stato pubblicato il 16 agosto 2023.
| andata (1ª) | andata (1ª) | 1ª giornata         | ritorno (10ª) | ritorno (10ª) |
|             |             |                     |               |               |
| 17 set.     | 2-1         | Como-Napoli         | 0-0           | 10 dic.       |
| 16 set.     | 2-1         | Fiorentina-Sassuolo | 2-1           | 11 dic.       |
| 17 set.     | 2-4         | Milan-Roma          | 1-2           | 10 dic.       |
| 16 set.     | 2-3         | Pomigliano-Juventus | 0-4           | 9 dic.        |
| 17 set.     | 0-2         | Sampdoria-Inter     | 1-1           | 9 dic.        |

| andata (2ª) | andata (2ª) | 2ª giornata         | ritorno (11ª) | ritorno (11ª) |
|             |             |                     |               |               |
| 2 ott.      | 1-1         | Inter-Fiorentina    | 2-4           | 18 dic.       |
| 1º ott.     | 4-1         | Juventus-Sampdoria  | 0-1           | 16 dic.       |
| 1º ott.     | 0-1         | Napoli-Milan        | 1-1           | 16 dic.       |
| 30 set.     | 4-1         | Roma-Como           | 3-2           | 17 dic.       |
| 1º ott.     | 1-1         | Sassuolo-Pomigliano | 2-0           | 17 dic.       |

| andata (1ª) | andata (1ª) | 1ª giornata         | ritorno (10ª) | ritorno (10ª) |
|             |             |                     |               |               |
| 17 set.     | 2-1         | Como-Napoli         | 0-0           | 10 dic.       |
| 16 set.     | 2-1         | Fiorentina-Sassuolo | 2-1           | 11 dic.       |
| 17 set.     | 2-4         | Milan-Roma          | 1-2           | 10 dic.       |
| 16 set.     | 2-3         | Pomigliano-Juventus | 0-4           | 9 dic.        |
| 17 set.     | 0-2         | Sampdoria-Inter     | 1-1           | 9 dic.        |

| andata (2ª) | andata (2ª) | 2ª giornata         | ritorno (11ª) | ritorno (11ª) |
|             |             |                     |               |               |
| 2 ott.      | 1-1         | Inter-Fiorentina    | 2-4           | 18 dic.       |
| 1º ott.     | 4-1         | Juventus-Sampdoria  | 0-1           | 16 dic.       |
| 1º ott.     | 0-1         | Napoli-Milan        | 1-1           | 16 dic.       |
| 30 set.     | 4-1         | Roma-Como           | 3-2           | 17 dic.       |
| 1º ott.     | 1-1         | Sassuolo-Pomigliano | 2-0           | 17 dic.       |

| andata (3ª) | andata (3ª) | 3ª giornata       | ritorno (12ª) | ritorno (12ª) |
|             |             |                   |               |               |
| 8 ott.      | 2-0         | Fiorentina-Napoli | 4-2           | 13 gen.       |
| 7 ott.      | 0-1         | Milan-Juventus    | 1-2           | 13 gen.       |
| 7 ott.      | 0-5         | Pomigliano-Roma   | 0-3           | 13 gen.       |
| 7 ott.      | 1-2         | Sampdoria-Como    | 1-0           | 14 gen.       |
| 8 ott.      | 1-2         | Sassuolo-Inter    | 1-0           | 14 gen.       |

| andata (4ª) | andata (4ª) | 4ª giornata           | ritorno (13ª) | ritorno (13ª) |
|             |             |                       |               |               |
| 14 ott.     | 0-0         | Como-Milan            | 2-3           | 22 gen.       |
| 15 ott.     | 4-0         | Juventus-Sassuolo     | 1-0           | 21 gen.       |
| 14 ott.     | 0-2         | Napoli-Sampdoria      | 0-0           | 20 gen.       |
| 15 ott.     | 1-4         | Pomigliano-Fiorentina | 1-3           | 21 gen.       |
| 15 ott.     | 2-0         | Roma-Inter            | 0-2           | 20 gen.       |

| andata (3ª) | andata (3ª) | 3ª giornata       | ritorno (12ª) | ritorno (12ª) |
|             |             |                   |               |               |
| 8 ott.      | 2-0         | Fiorentina-Napoli | 4-2           | 13 gen.       |
| 7 ott.      | 0-1         | Milan-Juventus    | 1-2           | 13 gen.       |
| 7 ott.      | 0-5         | Pomigliano-Roma   | 0-3           | 13 gen.       |
| 7 ott.      | 1-2         | Sampdoria-Como    | 1-0           | 14 gen.       |
| 8 ott.      | 1-2         | Sassuolo-Inter    | 1-0           | 14 gen.       |

| andata (4ª) | andata (4ª) | 4ª giornata           | ritorno (13ª) | ritorno (13ª) |
|             |             |                       |               |               |
| 14 ott.     | 0-0         | Como-Milan            | 2-3           | 22 gen.       |
| 15 ott.     | 4-0         | Juventus-Sassuolo     | 1-0           | 21 gen.       |
| 14 ott.     | 0-2         | Napoli-Sampdoria      | 0-0           | 20 gen.       |
| 15 ott.     | 1-4         | Pomigliano-Fiorentina | 1-3           | 21 gen.       |
| 15 ott.     | 2-0         | Roma-Inter            | 0-2           | 20 gen.       |

| andata (5ª) | andata (5ª) | 5ª giornata         | ritorno (14ª) | ritorno (14ª) |
|             |             |                     |               |               |
| 22 ott.     | 1-2         | Fiorentina-Juventus | 2-2           | 29 gen.       |
| 21 ott.     | 2-0         | Inter-Napoli        | 3-2           | 27 gen.       |
| 22 ott.     | 4-1         | Milan-Pomigliano    | 0-0           | 28 gen.       |
| 22 ott.     | 0-5         | Sampdoria-Roma      | 0-2           | 27 gen.       |
| 21 ott.     | 1-2         | Sassuolo-Como       | 1-0           | 28 gen.       |

| andata (6ª) | andata (6ª) | 6ª giornata          | ritorno (15ª) | ritorno (15ª) |
|             |             |                      |               |               |
| 5 nov.      | 2-1         | Como-Inter           | 3-2           | 3 feb.        |
| 4 nov.      | 1-0         | Fiorentina-Milan     | 2-2           | 3 feb.        |
| 5 nov.      | 1-3         | Juventus-Roma        | 1-3           | 4 feb.        |
| 5 nov.      | 0-1         | Napoli-Sassuolo      | 0-2           | 3 feb.        |
| 4 nov.      | 0-1         | Pomigliano-Sampdoria | 0-1           | 4 feb.        |

| andata (5ª) | andata (5ª) | 5ª giornata         | ritorno (14ª) | ritorno (14ª) |
|             |             |                     |               |               |
| 22 ott.     | 1-2         | Fiorentina-Juventus | 2-2           | 29 gen.       |
| 21 ott.     | 2-0         | Inter-Napoli        | 3-2           | 27 gen.       |
| 22 ott.     | 4-1         | Milan-Pomigliano    | 0-0           | 28 gen.       |
| 22 ott.     | 0-5         | Sampdoria-Roma      | 0-2           | 27 gen.       |
| 21 ott.     | 1-2         | Sassuolo-Como       | 1-0           | 28 gen.       |

| andata (6ª) | andata (6ª) | 6ª giornata          | ritorno (15ª) | ritorno (15ª) |
|             |             |                      |               |               |
| 5 nov.      | 2-1         | Como-Inter           | 3-2           | 3 feb.        |
| 4 nov.      | 1-0         | Fiorentina-Milan     | 2-2           | 3 feb.        |
| 5 nov.      | 1-3         | Juventus-Roma        | 1-3           | 4 feb.        |
| 5 nov.      | 0-1         | Napoli-Sassuolo      | 0-2           | 3 feb.        |
| 4 nov.      | 0-1         | Pomigliano-Sampdoria | 0-1           | 4 feb.        |

| andata (7ª) | andata (7ª) | 7ª giornata          | ritorno (16ª) | ritorno (16ª) |
|             |             |                      |               |               |
| 12 nov.     | 0-3         | Como-Juventus        | 0-5           | 11 feb.       |
| 12 nov.     | 2-1         | Inter-Pomigliano     | 6-2           | 11 feb.       |
| 11 nov.     | 1-1         | Milan-Sassuolo       | 0-1           | 10 feb.       |
| 11 nov.     | 6-0         | Roma-Napoli          | 1-0           | 10 feb.       |
| 12 nov.     | 0-1         | Sampdoria-Fiorentina | 1-2           | 11 feb.       |

| andata (8ª) | andata (8ª) | 8ª giornata       | ritorno (17ª) | ritorno (17ª) |
|             |             |                   |               |               |
| 18 nov.     | 3-0         | Fiorentina-Como   | 1-0           | 14 feb.       |
| 19 nov.     | 5-0         | Juventus-Inter    | 2-0           | 14 feb.       |
| 18 nov.     | 1-1         | Milan-Sampdoria   | 3-1           | 14 feb.       |
| 19 nov.     | 2-1         | Pomigliano-Napoli | 0-2           | 15 feb.       |
| 19 nov.     | 0-2         | Sassuolo-Roma     | 0-3           | 13 feb.       |

| andata (7ª) | andata (7ª) | 7ª giornata          | ritorno (16ª) | ritorno (16ª) |
|             |             |                      |               |               |
| 12 nov.     | 0-3         | Como-Juventus        | 0-5           | 11 feb.       |
| 12 nov.     | 2-1         | Inter-Pomigliano     | 6-2           | 11 feb.       |
| 11 nov.     | 1-1         | Milan-Sassuolo       | 0-1           | 10 feb.       |
| 11 nov.     | 6-0         | Roma-Napoli          | 1-0           | 10 feb.       |
| 12 nov.     | 0-1         | Sampdoria-Fiorentina | 1-2           | 11 feb.       |

| andata (8ª) | andata (8ª) | 8ª giornata       | ritorno (17ª) | ritorno (17ª) |
|             |             |                   |               |               |
| 18 nov.     | 3-0         | Fiorentina-Como   | 1-0           | 14 feb.       |
| 19 nov.     | 5-0         | Juventus-Inter    | 2-0           | 14 feb.       |
| 18 nov.     | 1-1         | Milan-Sampdoria   | 3-1           | 14 feb.       |
| 19 nov.     | 2-1         | Pomigliano-Napoli | 0-2           | 15 feb.       |
| 19 nov.     | 0-2         | Sassuolo-Roma     | 0-3           | 13 feb.       |

| \| andata (9ª) \| andata (9ª) \| 9ª giornata \| ritorno (18ª) \| ritorno (18ª) \| \| \| \| \| \| \| \| 25 nov. \| 0-0 \| Como-Pomigliano \| 4-3 \| 18 feb. \| \| 25 nov. \| 1-0 \| Inter-Milan \| 1-2 \| 18 feb. \| \| 26 nov. \| 1-3 \| Napoli-Juventus \| 1-4 \| 18 feb. \| \| 26 nov. \| 2-1 \| Roma-Fiorentina \| 1-0 \| 17 feb. \| \| 26 nov. \| 0-4 \| Sampdoria-Sassuolo \| 0-2 \| 17 feb. \| |             |                    |               |               |
| andata (9ª) | andata (9ª) | 9ª giornata        | ritorno (18ª) | ritorno (18ª) |
| |             |                    |               |               |
| 25 nov. | 0-0         | Como-Pomigliano    | 4-3           | 18 feb.       |
| 25 nov. | 1-0         | Inter-Milan        | 1-2           | 18 feb.       |
| 26 nov. | 1-3         | Napoli-Juventus    | 1-4           | 18 feb.       |
| 26 nov. | 2-1         | Roma-Fiorentina    | 1-0           | 17 feb.       |
| 26 nov. | 0-4         | Sampdoria-Sassuolo | 0-2           | 17 feb.       |

| andata (9ª) | andata (9ª) | 9ª giornata        | ritorno (18ª) | ritorno (18ª) |
|             |             |                    |               |               |
| 25 nov.     | 0-0         | Como-Pomigliano    | 4-3           | 18 feb.       |
| 25 nov.     | 1-0         | Inter-Milan        | 1-2           | 18 feb.       |
| 26 nov.     | 1-3         | Napoli-Juventus    | 1-4           | 18 feb.       |
| 26 nov.     | 2-1         | Roma-Fiorentina    | 1-0           | 17 feb.       |
| 26 nov.     | 0-4         | Sampdoria-Sassuolo | 0-2           | 17 feb.       |

### Statistiche

#### Squadre

##### Capoliste solitarie
|    | —— | —— | —— | —— | ——   | —— | —— | —— | ——  | ——  | ——  | ——  | ——  | ——  | ——  | ——  | ——  | —— |  |
|    |    |    |    |    | Roma |    |    |    |     |     |     |     |     |     |     |     |     |    |  |
|    |    |    |    |    |      |    |    |    |     |     |     |     |     |     |     |     |     |    |  |
|    |    |    |    |    |      |    |    |    |     |     |     |     |     |     |     |     |     |    |  |
| 1ª | 2ª | 3ª | 4ª | 5ª | 6ª   | 7ª | 8ª | 9ª | 10ª | 11ª | 12ª | 13ª | 14ª | 15ª | 16ª | 17ª | 18ª |    |  |

##### Classifica in divenire
|            | 1ª | 2ª | 3ª | 4ª | 5ª | 6ª | 7ª | 8ª | 9ª | 10ª | 11ª | 12ª | 13ª | 14ª | 15ª | 16ª | 17ª | 18ª |
|            |    |    |    |    |    |    |    |    |    |     |     |     |     |     |     |     |     |     |
| ---------- | -- | -- | -- | -- | -- | -- | -- | -- | -- | --- | --- | --- | --- | --- | --- | --- | --- | --- |
| Como       | 3  | 3  | 6  | 7  | 10 | 13 | 13 | 13 | 14 | 15  | 15  | 15  | 15  | 15  | 18  | 18  | 18  | 21  |
| Fiorentina | 3  | 4  | 7  | 10 | 10 | 13 | 16 | 19 | 19 | 22  | 25  | 28  | 31  | 32  | 33  | 36  | 39  | 39  |
| Inter      | 3  | 4  | 7  | 7  | 10 | 10 | 13 | 13 | 16 | 17  | 17  | 17  | 20  | 23  | 23  | 26  | 26  | 26  |
| Juventus   | 3  | 6  | 9  | 12 | 15 | 15 | 18 | 21 | 24 | 27  | 27  | 30  | 33  | 34  | 34  | 37  | 40  | 43  |
| Milan      | 0  | 3  | 3  | 4  | 7  | 7  | 8  | 9  | 9  | 9   | 10  | 10  | 13  | 14  | 15  | 15  | 18  | 21  |
| Napoli     | 0  | 0  | 0  | 0  | 0  | 0  | 0  | 0  | 0  | 1   | 2   | 2   | 3   | 3   | 3   | 3   | 6   | 6   |
| Pomigliano | 0  | 1  | 1  | 1  | 1  | 1  | 1  | 4  | 5  | 5   | 5   | 5   | 5   | 6   | 6   | 6   | 6   | 6   |
| Roma       | 3  | 6  | 9  | 12 | 15 | 18 | 21 | 24 | 27 | 30  | 33  | 36  | 36  | 39  | 42  | 45  | 48  | 51  |
| Sampdoria  | 0  | 0  | 0  | 3  | 3  | 6  | 6  | 7  | 7  | 8   | 11  | 14  | 15  | 15  | 18  | 18  | 18  | 18  |
| Sassuolo   | 0  | 1  | 1  | 1  | 1  | 4  | 5  | 5  | 8  | 8   | 11  | 14  | 14  | 17  | 20  | 23  | 23  | 26  |

## Poule scudetto
Alla poule scudetto sono state ammesse le prime cinque classificate nella prima fase, e ciascuna squadra ha mantenuto i punti conquistati in tale periodo della stagione.

### Classifica finale
Fonte: sito ufficiale FIGC.
|  | Pos. | Squadra    | Pt | G  | V  | N | P  | GF | GS | DR  |
|  | ---- | ---------- | -- | -- | -- | - | -- | -- | -- | --- |
|  | 1.   | Roma       | 70 | 26 | 23 | 1 | 2  | 74 | 24 | +50 |
|  | 2.   | Juventus   | 59 | 26 | 19 | 2 | 5  | 65 | 27 | +38 |
|  | 3.   | Fiorentina | 42 | 26 | 12 | 6 | 8  | 42 | 40 | +2  |
|  | 4.   | Sassuolo   | 36 | 26 | 11 | 3 | 12 | 39 | 41 | -2  |
|  | 5.   | Inter      | 34 | 26 | 10 | 4 | 12 | 45 | 46 | -1  |

Legenda:
      Campione d'Italia e ammessa alla UEFA Women's Champions League 2024-2025.
      Ammessa alla UEFA Women's Champions League 2024-2025.
Note:

Punti portati dalla prima fase:
Roma: 51 punti
Juventus: 43 punti
Fiorentina: 39 punti
Sassuolo: 26 punti
Inter: 26 punti
Regolamento:
Tre punti a vittoria, uno a pareggio, zero a sconfitta.
In caso di arrivo di due o più squadre a pari punti, la graduatoria verrà stilata secondo la classifica avulsa tra le squadre interessate che prevede, in ordine, i seguenti criteri:
- Punti negli scontri diretti
- Differenza reti negli scontri diretti
- Differenza reti generale
- Reti realizzate in generale
- Sorteggio

### Squadra campione
| Formazione tipo (4-3-3) | Giocatrici (presenze)   |
| --- | ----------------------- |
| Ceasar Bartoli Minami Linari Di Guglielmo Greggi Kumagai Giugliano Viens Giacinti Haavi | Camelia Ceasar (19)     |
| Ceasar Bartoli Minami Linari Di Guglielmo Greggi Kumagai Giugliano Viens Giacinti Haavi | Elisa Bartoli (16)      |
| Ceasar Bartoli Minami Linari Di Guglielmo Greggi Kumagai Giugliano Viens Giacinti Haavi | Moeka Minami (24)       |
| Ceasar Bartoli Minami Linari Di Guglielmo Greggi Kumagai Giugliano Viens Giacinti Haavi | Elena Linari (22)       |
| Ceasar Bartoli Minami Linari Di Guglielmo Greggi Kumagai Giugliano Viens Giacinti Haavi | Lucia Di Guglielmo (19) |
| Ceasar Bartoli Minami Linari Di Guglielmo Greggi Kumagai Giugliano Viens Giacinti Haavi | Giada Greggi (24)       |
| Ceasar Bartoli Minami Linari Di Guglielmo Greggi Kumagai Giugliano Viens Giacinti Haavi | Saki Kumagai (25)       |
| Ceasar Bartoli Minami Linari Di Guglielmo Greggi Kumagai Giugliano Viens Giacinti Haavi | Manuela Giugliano (25)  |
| Ceasar Bartoli Minami Linari Di Guglielmo Greggi Kumagai Giugliano Viens Giacinti Haavi | Evelyne Viens (24)      |
| Ceasar Bartoli Minami Linari Di Guglielmo Greggi Kumagai Giugliano Viens Giacinti Haavi | Valentina Giacinti (26) |
| Ceasar Bartoli Minami Linari Di Guglielmo Greggi Kumagai Giugliano Viens Giacinti Haavi | Emilie Haavi (25)       |
| Altre giocatrici: Laura Feiersinger (23), Benedetta Glionna (18), Anja Sønstevold (13), Martina Tomaselli (13), Sanne Troelsgaard Nielsen (12), Oihane Valdezate (11), Eseosa Aigbogun (10), Alayah Pilgrim (10), Bárbara Latorre (8), Annamaria Serturini (8), Tinja-Riikka Korpela (7), Zara Kramžar (7), Claudia Ciccotti (6), Giada Pellegrino Cimò (3), Giulia Galli (1), Stéphanie Öhrström (1). |                         |

### Risultati

#### Tabellone
|            | Fio  | Int  | Juv  | Rom  | Sas  |
| ---------- | ---- | ---- | ---- | ---- | ---- |
| Fiorentina | –––– | 0-3  | 0-2  | 0-0  | 4-4  |
| Inter      | 2-2  | –––– | 3-3  | 1-2  | 2-4  |
| Juventus   | 4-0  | 0-2  | –––– | 3-1  | 2-1  |
| Roma       | 5-0  | 4-3  | 2-1  | –––– | 3-0  |
| Sassuolo   | 1-0  | 2-1  | 2-3  | 5-6  | –––– |

#### Calendario
Il calendario della poule scudetto è stato pubblicato il 26 febbraio 2024.
| andata (1ª) | andata (1ª) | 1ª giornata         | ritorno (6ª) | ritorno (6ª) |
|             |             |                     |              |              |
| 17 mar.     | 3-3         | Inter-Juventus      | 2-0          | 26 apr.      |
| 16 mar.     | 1-0         | Sassuolo-Fiorentina | 4-4          | 27 apr.      |
|             |             | Riposa: Roma        |              |              |

| andata (2ª) | andata (2ª) | 2ª giornata      | ritorno (7ª) | ritorno (7ª) |
|             |             |                  |              |              |
| 24 mar.     | 0-3         | Fiorentina-Inter | 2-2          | 1º mag.      |
| 23 mar.     | 3-0         | Roma-Sassuolo    | 6-5          | 1º mag.      |
|             |             | Riposa: Juventus |              |              |

| andata (1ª) | andata (1ª) | 1ª giornata         | ritorno (6ª) | ritorno (6ª) |
|             |             |                     |              |              |
| 17 mar.     | 3-3         | Inter-Juventus      | 2-0          | 26 apr.      |
| 16 mar.     | 1-0         | Sassuolo-Fiorentina | 4-4          | 27 apr.      |
|             |             | Riposa: Roma        |              |              |

| andata (2ª) | andata (2ª) | 2ª giornata      | ritorno (7ª) | ritorno (7ª) |
|             |             |                  |              |              |
| 24 mar.     | 0-3         | Fiorentina-Inter | 2-2          | 1º mag.      |
| 23 mar.     | 3-0         | Roma-Sassuolo    | 6-5          | 1º mag.      |
|             |             | Riposa: Juventus |              |              |

| andata (3ª) | andata (3ª) | 3ª giornata         | ritorno (8ª) | ritorno (8ª) |
|             |             |                     |              |              |
| 29 mar.     | 1-2         | Inter-Roma          | 3-4          | 5 mag.       |
| 30 mar.     | 4-0         | Juventus-Fiorentina | 2-0          | 6 mag.       |
|             |             | Riposa: Sassuolo    |              |              |

| andata (4ª) | andata (4ª) | 4ª giornata        | ritorno (9ª) | ritorno (9ª) |
|             |             |                    |              |              |
| 15 apr.     | 2-1         | Roma-Juventus      | 1-3          | 13 mag.      |
| 13 apr.     | 2-1         | Sassuolo-Inter     | 4-2          | 12 mag.      |
|             |             | Riposa: Fiorentina |              |              |

| andata (3ª) | andata (3ª) | 3ª giornata         | ritorno (8ª) | ritorno (8ª) |
|             |             |                     |              |              |
| 29 mar.     | 1-2         | Inter-Roma          | 3-4          | 5 mag.       |
| 30 mar.     | 4-0         | Juventus-Fiorentina | 2-0          | 6 mag.       |
|             |             | Riposa: Sassuolo    |              |              |

| andata (4ª) | andata (4ª) | 4ª giornata        | ritorno (9ª) | ritorno (9ª) |
|             |             |                    |              |              |
| 15 apr.     | 2-1         | Roma-Juventus      | 1-3          | 13 mag.      |
| 13 apr.     | 2-1         | Sassuolo-Inter     | 4-2          | 12 mag.      |
|             |             | Riposa: Fiorentina |              |              |

| \| andata (5ª) \| andata (5ª) \| 5ª giornata \| ritorno (10ª) \| ritorno (10ª) \| \| \| \| \| \| \| \| 20 apr. \| 0-0 \| Fiorentina-Roma \| 0-5 \| 19 mag. \| \| 20 apr. \| 2-1 \| Juventus-Sassuolo \| 3-2 \| 18 mag. \| \| \| \| Riposa: Inter \| \| \| |             |                   |               |               |
| andata (5ª) | andata (5ª) | 5ª giornata       | ritorno (10ª) | ritorno (10ª) |
| |             |                   |               |               |
| 20 apr. | 0-0         | Fiorentina-Roma   | 0-5           | 19 mag.       |
| 20 apr. | 2-1         | Juventus-Sassuolo | 3-2           | 18 mag.       |
| |             | Riposa: Inter     |               |               |

| andata (5ª) | andata (5ª) | 5ª giornata       | ritorno (10ª) | ritorno (10ª) |
|             |             |                   |               |               |
| 20 apr.     | 0-0         | Fiorentina-Roma   | 0-5           | 19 mag.       |
| 20 apr.     | 2-1         | Juventus-Sassuolo | 3-2           | 18 mag.       |
|             |             | Riposa: Inter     |               |               |

### Statistiche

#### Squadre

##### Capoliste solitarie
|      | —— | —— | —— | —— | —— | —— | —— | —— | ——  | —— |  |
| Roma |    |    |    |    |    |    |    |    |     |    |  |
|      |    |    |    |    |    |    |    |    |     |    |  |
|      |    |    |    |    |    |    |    |    |     |    |  |
| 1ª   | 2ª | 3ª | 4ª | 5ª | 6ª | 7ª | 8ª | 9ª | 10ª |    |  |

##### Classifica in divenire
|            | 1ª | 2ª | 3ª | 4ª | 5ª | 6ª | 7ª | 8ª | 9ª | 10ª |
|            |    |    |    |    |    |    |    |    |    |     |
| ---------- | -- | -- | -- | -- | -- | -- | -- | -- | -- | --- |
| Fiorentina | 39 | 39 | 39 | 39 | 40 | 41 | 42 | 42 | 42 | 42  |
| Inter      | 27 | 30 | 30 | 30 | 30 | 33 | 34 | 34 | 34 | 34  |
| Juventus   | 44 | 44 | 47 | 47 | 50 | 50 | 50 | 53 | 56 | 59  |
| Roma       | 51 | 54 | 57 | 60 | 61 | 61 | 64 | 67 | 67 | 70  |
| Sassuolo   | 29 | 29 | 29 | 32 | 32 | 33 | 33 | 33 | 36 | 36  |

## Poule salvezza
Alla poule salvezza sono state ammesse le ultime cinque classificate nella prima fase, e ciascuna squadra ha mantenuto i punti conquistati in tale periodo della stagione.

### Classifica finale
Fonte: sito ufficiale FIGC.
|  | Pos. | Squadra    | Pt | G  | V  | N | P  | GF | GS | DR  |
|  | ---- | ---------- | -- | -- | -- | - | -- | -- | -- | --- |
|  | 6.   | Milan      | 41 | 26 | 11 | 8 | 7  | 43 | 30 | +13 |
|  | 7.   | Como       | 32 | 26 | 9  | 5 | 12 | 30 | 43 | -13 |
|  | 8.   | Sampdoria  | 28 | 26 | 8  | 4 | 14 | 25 | 42 | -17 |
|  | 9.   | Napoli     | 13 | 26 | 2  | 7 | 17 | 20 | 48 | -28 |
|  | 10.  | Pomigliano | 12 | 26 | 2  | 6 | 18 | 23 | 65 | -42 |

Legenda:
  Ammessa ai play-out.
      Retrocessa in Serie B 2024-2025.
Note:

Punti portati dalla prima fase:
Milan: 21 punti
Como: 21 punti
Sampdoria: 18 punti
Napoli: 6 punti
Pomigliano: 6 punti
Regolamento:
Tre punti a vittoria, uno a pareggio, zero a sconfitta.
In caso di arrivo di due o più squadre a pari punti, la graduatoria verrà stilata secondo la classifica avulsa tra le squadre interessate che prevede, in ordine, i seguenti criteri:
- Punti negli scontri diretti
- Differenza reti negli scontri diretti
- Differenza reti generale
- Reti realizzate in generale
- Sorteggio

### Risultati

#### Tabellone
|            | Com  | Mil  | Nap  | Pom  | Sam  |
| ---------- | ---- | ---- | ---- | ---- | ---- |
| Como       | –––– | 1-4  | 1-1  | 2-0  | 3-1  |
| Milan      | 1-0  | –––– | 3-2  | 4-0  | 3-1  |
| Napoli     | 1-1  | 1-1  | –––– | 1-1  | 2-0  |
| Pomigliano | 1-2  | 2-2  | 3-1  | –––– | 0-5  |
| Sampdoria  | 1-0  | 1-3  | 2-0  | 2-2  | –––– |

#### Calendario
Il calendario della poule salvezza è stato pubblicato il 26 febbraio 2024.
| andata (1ª) | andata (1ª) | 1ª giornata          | ritorno (6ª) | ritorno (6ª) |
|             |             |                      |              |              |
| 17 mar.     | 1-1         | Como-Napoli          | 1-1          | 27 apr.      |
| 16 mar.     | 0-5         | Pomigliano-Sampdoria | 2-2          | 27 apr.      |
|             |             | Riposa: Milan        |              |              |

| andata (2ª) | andata (2ª) | 2ª giornata      | ritorno (7ª) | ritorno (7ª) |
|             |             |                  |              |              |
| 24 mar.     | 4-0         | Milan-Pomigliano | 2-2          | 1º mag.      |
| 23 mar.     | 1-0         | Sampdoria-Como   | 1-3          | 1º mag.      |
|             |             | Riposa: Napoli   |              |              |

| andata (1ª) | andata (1ª) | 1ª giornata          | ritorno (6ª) | ritorno (6ª) |
|             |             |                      |              |              |
| 17 mar.     | 1-1         | Como-Napoli          | 1-1          | 27 apr.      |
| 16 mar.     | 0-5         | Pomigliano-Sampdoria | 2-2          | 27 apr.      |
|             |             | Riposa: Milan        |              |              |

| andata (2ª) | andata (2ª) | 2ª giornata      | ritorno (7ª) | ritorno (7ª) |
|             |             |                  |              |              |
| 24 mar.     | 4-0         | Milan-Pomigliano | 2-2          | 1º mag.      |
| 23 mar.     | 1-0         | Sampdoria-Como   | 1-3          | 1º mag.      |
|             |             | Riposa: Napoli   |              |              |

| andata (3ª) | andata (3ª) | 3ª giornata        | ritorno (8ª) | ritorno (8ª) |
|             |             |                    |              |              |
| 30 mar.     | 1-4         | Como-Milan         | 0-1          | 5 mag.       |
| 30 mar.     | 2-0         | Napoli-Sampdoria   | 0-2          | 5 mag.       |
|             |             | Riposa: Pomigliano |              |              |

| andata (4ª) | andata (4ª) | 4ª giornata       | ritorno (9ª) | ritorno (9ª) |
|             |             |                   |              |              |
| 14 apr.     | 3-2         | Milan-Napoli      | 1-1          | 12 mag.      |
| 14 apr.     | 1-2         | Pomigliano-Como   | 0-2          | 12 mag.      |
|             |             | Riposa: Sampdoria |              |              |

| andata (3ª) | andata (3ª) | 3ª giornata        | ritorno (8ª) | ritorno (8ª) |
|             |             |                    |              |              |
| 30 mar.     | 1-4         | Como-Milan         | 0-1          | 5 mag.       |
| 30 mar.     | 2-0         | Napoli-Sampdoria   | 0-2          | 5 mag.       |
|             |             | Riposa: Pomigliano |              |              |

| andata (4ª) | andata (4ª) | 4ª giornata       | ritorno (9ª) | ritorno (9ª) |
|             |             |                   |              |              |
| 14 apr.     | 3-2         | Milan-Napoli      | 1-1          | 12 mag.      |
| 14 apr.     | 1-2         | Pomigliano-Como   | 0-2          | 12 mag.      |
|             |             | Riposa: Sampdoria |              |              |

| \| andata (5ª) \| andata (5ª) \| 5ª giornata \| ritorno (10ª) \| ritorno (10ª) \| \| \| \| \| \| \| \| 21 apr. \| 1-1 \| Napoli-Pomigliano \| 1-3 \| 19 mag. \| \| 21 apr. \| 1-3 \| Sampdoria-Milan \| 1-3 \| 18 mag. \| \| \| \| Riposa: Como \| \| \| |             |                   |               |               |
| andata (5ª) | andata (5ª) | 5ª giornata       | ritorno (10ª) | ritorno (10ª) |
| |             |                   |               |               |
| 21 apr. | 1-1         | Napoli-Pomigliano | 1-3           | 19 mag.       |
| 21 apr. | 1-3         | Sampdoria-Milan   | 1-3           | 18 mag.       |
| |             | Riposa: Como      |               |               |

| andata (5ª) | andata (5ª) | 5ª giornata       | ritorno (10ª) | ritorno (10ª) |
|             |             |                   |               |               |
| 21 apr.     | 1-1         | Napoli-Pomigliano | 1-3           | 19 mag.       |
| 21 apr.     | 1-3         | Sampdoria-Milan   | 1-3           | 18 mag.       |
|             |             | Riposa: Como      |               |               |

### Statistiche

#### Squadre

##### Classifica in divenire
|            | 1ª | 2ª | 3ª | 4ª | 5ª | 6ª | 7ª | 8ª | 9ª | 10ª |
|            |    |    |    |    |    |    |    |    |    |     |
| ---------- | -- | -- | -- | -- | -- | -- | -- | -- | -- | --- |
| Como       | 22 | 22 | 22 | 25 | 25 | 26 | 29 | 29 | 32 | 32  |
| Milan      | 21 | 24 | 27 | 30 | 33 | 33 | 34 | 37 | 38 | 41  |
| Napoli     | 7  | 7  | 10 | 10 | 11 | 12 | 12 | 12 | 13 | 13  |
| Pomigliano | 6  | 6  | 6  | 6  | 7  | 8  | 9  | 9  | 9  | 12  |
| Sampdoria  | 21 | 24 | 24 | 24 | 24 | 25 | 25 | 28 | 28 | 28  |

## Spareggio promozione-retrocessione
Lo spareggio si è disputato tra la penultima classificata nella poule salvezza della Serie A, il Napoli, e la seconda classificata della Serie B, la Ternana, con partite di andata e ritorno il 22 e il 26 maggio 2024.
Vincendo in aggregato 2-1, il Napoli ha mantenuto la permanenza in Serie A, mentre la Ternana è rimasta in Serie B.
|         | Risultati |         | Luogo e data            |
| ------- | --------- | ------- | ----------------------- |
| Ternana | 1-2       | Napoli  | Narni, 22 maggio 2024   |
| Napoli  | 0-0       | Ternana | Cercola, 26 maggio 2024 |
|         |           |         |                         |

## Statistiche

### Classifica marcatrici
Comprensiva della prima e della seconda fase.
| Gol | Rigori |  | Giocatore             | Squadra    |
| --- | ------ |  | --------------------- | ---------- |
| 13  |        |  | Evelyne Viens         | Roma       |
| 12  | 1      |  | Valentina Giacinti    | Roma       |
| 11  | 4      |  | Cristiana Girelli     | Juventus   |
| 10  |        |  | Jennifer Echegini     | Juventus   |
| 10  | 2      |  | Manuela Giugliano     | Roma       |
| 9   | 1      |  | Lana Clelland         | Sassuolo   |
| 9   | 3      |  | Lina Magull           | Inter      |
| 9   | 4      |  | Verónica Boquete      | Fiorentina |
| 8   |        |  | Victoria Della Peruta | Sampdoria  |
| 8   |        |  | Lindsey Thomas        | Juventus   |
| 8   | 2      |  | Agnese Bonfantini     | Inter      |
| 7   |        |  | Lineth Beerensteyn    | Juventus   |
| 7   |        |  | Michela Cambiaghi     | Inter      |
| 7   |        |  | Michela Catena        | Fiorentina |
| 7   |        |  | Madelen Janogy        | Fiorentina |
| 7   |        |  | Loreta Kullashi       | Sassuolo   |
| 7   | 1      |  | Arianna Caruso        | Juventus   |
| 7   | 2      |  | Daniela Sabatino      | Sassuolo   |
| 7   | 3      |  | Elena Linari          | Roma       |

#### Premi individuali della stagione
Di seguito le vincitrici.
| Premio                 | Giocatore         | Squadra    |
| ---------------------- | ----------------- | ---------- |
| Miglior portiere       | Solène Durand     | Sassuolo   |
| Miglior difensore      | Elena Linari      | Roma       |
| Miglior centrocampista | Verónica Boquete  | Fiorentina |
| Miglior attaccante     | Evelyne Viens     | Roma       |
| Miglior giovane        | Jennifer Echegini | Juventus   |
| Miglior giocatrice     | Manuela Giugliano | Roma       |